# مارك كلوك
مارك كلوك (بالهولندية: Marc Klok)‏ هو لاعب كرة قدم هولندي في مركز الوسط، ولد في 20 أبريل 1993 في أمستردام في هولندا. لعب مع نادي تشيرنو مور فارنا ونادي روس كاونتي.

## وصلات خارجية
- مارك كلوك على موقع قاعدة بيانات كرة القدم.إي يو (الإنجليزية)
- مارك كلوك على موقع ناشيونال فوتبول تيمز (الإنجليزية)
- مارك كلوك على موقع Soccerbase.com (لاعب) (الإنجليزية)
- مارك كلوك على موقع Soccerway.com (الإنجليزية)
- مارك كلوك على موقع عالم كرة القدم.نت (الإنجليزية)